# کیفش را ببر (ترانه نیکی جم)
«کیفش را ببر» (به انگلیسی: Live It Up) تک‌آهنگی از هنرمندان اهل ایالات متحده آمریکا نیکی جم، ویل اسمیت، و ارا استرفی است که در ۲۵ مه ۲۰۱۸ منتشر شد. این ترانه، ترانهٔ رسمی جام جهانی فوتبال ۲۰۱۸ است.